# 八百板正

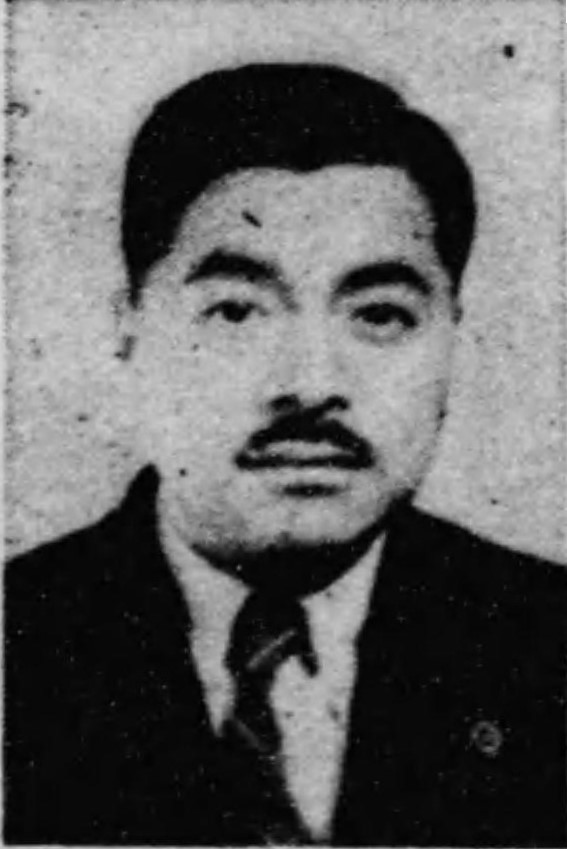
八百板正

八百板 正（やおいた ただし、1905年4月12日 - 2004年4月23日）は、日本の農民運動家、政治家。衆議院議員（11期）、参議院議員（2期）。日本社会党副委員長を歴任。

## 来歴・人物
福島県伊達郡飯野村に生まれる。福島中学校（現福島県立福島高等学校）を経て、早稲田大学専門部法科卒業。旧制中学の恩師だった阪本勝（後の衆議院議員、兵庫県知事）を頼り、安部磯雄らの日本フェビアン協会に参加。河上丈太郎、賀川豊彦、櫛田民蔵の知遇を得る。日本労農党、社会大衆党などに参加して無産政党運動をする。1929年に郷里に帰って東北新人会を結成、伊達郡を中心に小作争議を指導し度々投獄される。1933年に全国農民組合（全農）中央委員に選出。1938年大日本農民組合福島県連理事長。
戦後、日本農民組合（日農）の再建に関わり1946年福島県連会長、中央農地委員会委員、1957年日農書記長、1962年全日本農民組合連合会（全日農）会長を歴任。後に全日農名誉会長。
1947年第23回衆議院議員総選挙に福島1区から日本社会党公認で出馬し当選（以来当選11回）。日本中国農業農民交流協会（1971年設立）を改組し、1985年社団法人日中農林水産交流協会を設立、会長に就任。
社会主義協会との対立が激化（八百板は反協会派の旗頭の一人だった）する中、1979年の第35回衆議院議員総選挙では落選するが、翌年の第12回参議院議員通常選挙で福島県選挙区から参議院議員に鞍替え当選し、政界復帰を果たす。この間、左派社会党で党国会対策委員長、社会党再統一後に党中央執行副委員長、党参議院議員会長を歴任した。1990年春の叙勲で勲一等旭日大綬章受章。1992年に政界引退。
福島県知事選にも2度出馬し、1976年、木村守江の汚職事件による辞職に伴う知事選では社会党、日本共産党推薦で立候補するが、自由民主党推薦の松平勇雄に惜敗した。
2004年4月23日、肺炎のため死去、99歳。死没日をもって従三位に叙される。
娘は翻訳家の八百板洋子。

## 著書
- 『光を食べる』言叢社 1985